# Batalla del Golfo de Almería
La batalla del Golfo de Almería, también conocida como la batalla de la Bahía de Almería o la batalla del Cabo de Palos, fue una victoria naval española que sucedió a finales de agosto de 1591, en las costas de Almería, cerca del cabo de Gata, durante la guerra de Flandes y la Guerra anglo-española.

## Desarrollo
La batalla ocurrió cuando la flota española del adelantado, Martín de Padilla (una vez de vuelta de su viaje a la República de Venecia a España con bienes de gran valor), avistó una flota anglo-neerlandesa en las aguas de Almería, en la costa suroriental de España. La flota española, liderada por Martín de Padilla, atacó con tal intensidad que la flota enemiga solamente pudo abandonar el entrenamiento en el que participaba, consiguiendo así un gran éxito. Alrededor de 20 navíos holandeses y tres ingleses fueron capturados por los españoles, siendo la mayoría del resto de buques gravemente dañado. Por otro lado, las pérdidas del bando español fueron mínimas.
Tras la batalla, la victoriosa flota española entró al puerto de Almería con los barcos capturados.